# István Losonci
István Losonci lub István Losonczy, (ur. ?, zm. 1552) – dowódca zamku w Temeszwarze, węgierski posiadacz ziemski, magnat.

## Życiorys
W 1542 roku wraz z Péterem Perényim walczył pod dowództwem margrabiego Joachima w oddziałach oblegających Peszt. Początkowo był stronnikiem Jana Zápolyi i dlatego cesarz Ferdynand I Habsburg kilkukrotnie wytaczał mu procesy. Po tym, kiedy 1547 roku został żupanem komitatu Nógrád, został ułaskawiony. Próbował odwdzięczyć się Ferdynandowi tym, że wraz z Andrásem Batorym, Tamásem Nádasdym i Janem Chrzcicielem Castaldo wyruszył do Siedmiogrodu, by go zdobyć dla monarchii habsburskiej.
W 1551 roku został dowódcą Temeszwaru i jednocześnie żupanem komitatu Temes. Przeprowadził szereg wypraw przeciwko pustoszącym południową część kraju Turkom. Łatwo odparł pierwsze oblężenie przeprowadzone przez bejlerbeja Mohammeda. W 1552 roku Turcy ponownie oblegli Temeszwar, a oddziałami oblężniczymi tym razem dowodził Ahmed Pasza. Ponieważ Losonci nie spodziewał się odsieczy, próbował na własną rękę zorganizować oddziały ratunkowe. 1700-osobowy oddział pod dowództwem Mihálya Tótha poniósł klęskę w bitwie pod Szentandrás. Z powodu przeciągającego się oblężenia, niemieccy i hiszpańscy najemnicy byli gotowi oddać zamek Turkom. Losonci uległ presji załogi i poddał zamek. Ahmed Pasza obiecał obrońcom swobodne opuszczenie zamku, ale złamał obietnicę i zaatakował wychodzących żołnierzy. Dowódca zamku i żołnierze bohatersko się bronili, wielu z nich poległo, a resztę schwytano i sprzedano w niewolę. Pojmanego, rannego Losonciego, Ahmed Pasza nakazał ściąć, a jego głowę wysłał do Stambułu.

## Rodzina
Około 1540 roku poślubił wdowę po László Országhu, Annę Pekry. Urodziły im się dwie córki: Fruzsina (1544) i Anna (1553), miłość Bálinta Balassiego. Ferdynand Habsburg adoptował obie dziewczynki po śmierci ich ojca. Fruzsina wyszła później za mąż za Miklósa Báthoriego, sędziego królewskiego, a Anna za Kristófa Ungnáda, przyszłego bana chorwackiego.